# غيلبرت باندا
غيلبرت باندا (بالإنجليزية: Gilbert Banda)‏ (30 مايو 1983 ببولاوايو في زيمبابوي - ) هو لاعب كرة قدم زيمبابوي في مركز الدفاع. شارك مع منتخب زيمبابوي لكرة القدم. أما مع النوادي، فقد لعب مع Highlanders F.C. ‏.

## وصلات خارجية
- غيلبرت باندا على موقع قاعدة بيانات كرة القدم.إي يو (الإنجليزية)
- غيلبرت باندا على موقع ناشيونال فوتبول تيمز (الإنجليزية)